# Laura Prepon
Laura Prepon (sinh ngày 7 tháng 3 năm 1980) là một nữ diễn viên, ca sĩ Mỹ.
Prepon sinh ra và lớn lên ở Watchung, New Jersey, là con út trong gia đình bốn con của một gia đình người Do Thái Nga và Công giáo Ireland.
Vai diễn đầu tiên của Prepon là phim thương mại truyền hình năm 1995 cho MCI. Năm 1996, cô đã học kịch ở thầy Caroline Thomas tại Thomas' Total Theatre Lab.

## Danh sách phim tham gia
| Năm         | Tựa                                        | Vai               | Ghi chú            |
| ----------- | ------------------------------------------ | ----------------- | ------------------ |
| 1998 - 2006 | That '70s Show                             | Donna Pinciotti   | Phim truyền hình   |
| 2001        | Southlander: Diary of a Desperate Musician | Seven Equals Five |                    |
| 2002        | Slackers                                   | Reanna            |                    |
| 2004        | Lightning Bug                              | Angevin Duvet     |                    |
| 2004        | The Pornographer: A Love Story             |                   |                    |
| 2004        | King of the Hill, episode "Talking Shop"   | April             | Phim truyền hình   |
| 2004        | Halo 2                                     | Marine            | Trò chơi điện tử   |
| 2005        | Romancing the Bride                        | Melissa           | Phim truyền hình   |
| 2006        | Come Early Morning                         | Kim               |                    |
| 2006        | Karla                                      | Karla Homolka     |                    |
| 2007        | Once Upon A Time                           | The Witch         | Phim điện ảnh ngắn |
| 2007-2008   | October Road                               | Hannah Daniels    | Phim truyền hình   |
| 2008        | The Chosen One                             | Rachel Cruz       |                    |
| 2013        | Orange Is The New Black                    | Alex Vause        | Phim trên Netflix  |
| 2016        | The Girl on the Train                      | Cathy             | Phim điện ảnh      |